# Rahi (obwód homelski)
Rahi (biał. Рагі; ros. Роги, pol. hist. Rogi) – wieś na Białorusi, w obwodzie homelskim, w rejonie homelskim, w sielsowiecie Azdzielina.
W XIX i w początkach XX w. położone były w Rosji, w guberni mohylewskiej, w powiecie homelskim. Następnie w granicach Związku Sowieckiego. Od 1991 w niepodległej Białorusi.